# Brug 1079

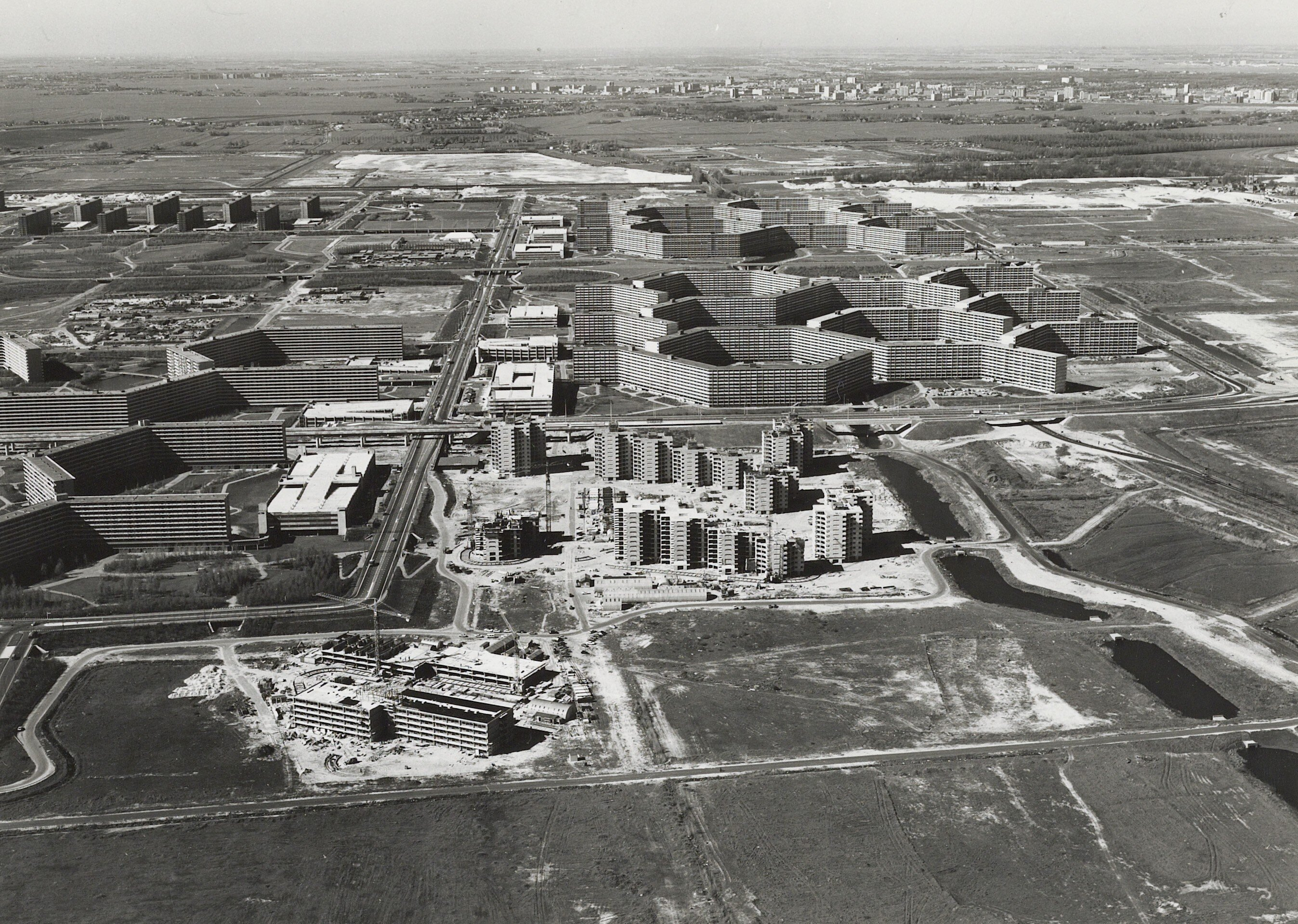
Links midden, links van de Bijlmerdreef, tussen de twee bovenste honingraatflats ligt brug 1079. (1973)

Brug 1079 was een bouwkundig kunstwerk in Amsterdam-Zuidoost.

## Geschiedenis
Vanaf 1966 werd er in de wijk druk gewerkt aan de infrastructuur. Daarbij werd gekozen voor gescheiden verkeersstromingen. Snelverkeer reed middels dreven over halfhoge dijklichamen, langzaam verkeer ging over paden op maaiveldniveau, Daarbij werd een soort ringweg geprojecteerd van wat de Bijlmerdreef, 's-Gravendijkdreef, Karspeldreef en Groesbeekdreef zouden worden; de straatnamen waren bij het intekenen nog niet bekend.
Toen daar enkele jaren rond 1970 de grootscheepse bebouwing kwam lag die ringweg er al. Om het verkeer naar en langs de bebouwing te verzorgen kregen genoemde dreven en hun kunstwerken allerlei aangekoppelde kunstwerken, zogenaamde parallelviaducten, alhoewel Brug 1079 loodrecht op de Bijlmerdreef werd gebouwd. Ze had de bedoeling het verkeer te regelen tussen de Bijlmerdreef en honingraatflat Gooioord. Het kon tevens sinds 1975 dienen voor een toegang tot winkelcentrum winkelcentrum Ganzenhoef dat hier (deels) onder de Bijlmerdreef lag. Het viaduct werd circa 75 meter bij 33 meter. Het ontwerp uit 1969 voor dit platform kwam van architect Dirk Sterenberg werkend bij de Dienst der Publieke Werken. Daarbij maakte hij gebruik van delen van andere kunstwerken die hij voor deze wijk had ontworpen. Zo verwees hij voor de uitvoering van de balustraden naar ”zijn” bruggen brug 1013 en brug 1017. In najaar 1970 begonnen de werkzaamheden.
Amper twintig jaar verder, in de jaren negentig, kwam er een grote sanering op gang waarbij een heel andere gedachtegang werd geventileerd. Men wilde af van die verhoogd aangelegd dreven met haar onveilig aanvoelende viaducten. Dit betekende onder meer dat dit gedeelte van de Bijlmerdreef werd afgegraven en dat kruisingen werden verplaatst naar het maaiveldniveau. Het betekende het eind van dit deel van de dreef, dit viaduct en ook de sloop van het winkelcentrum en parkeergarage. Gooioord bleef wel staan en kreeg een nieuwe vleugel langs de ventweg van de dreef met een parkeerplaats op het maaiveld.
<<< · 1000 · 1001 · 1002 · 1003 · 1004 · 1005 · 1006 · 1007 · 1008 · 1009 · 1010 · 1011 · 1012 · 1013 · 1014 · 1018 · 1028 · 1029 · 1030 · 1032 · 1033 · 1034 · 1035 · 1036 · 1037 · 1038 · 1039 · 1040 · 1041 · 1044 · 1045 · 1046 · 1048 · 1049 · 1050 · 1051 · 1062 · 1063 · 1064 · 1065 · 1066 · 1067 · 1076 · 1077 · 1078 · 1083 · 1090 · 1092 · 1093 · 1094 · 1095 · 1096 · 1097 · 1098 · 1099 · >>>
Brugnummers  1015, 1016, 1017, 1019, 1020, 1021, 1022, 1023, 1024, 1025, 1026, 1027, 1031, 1042, 1043, 1047, 1052/1053 (niet gebouwd), 1054, 1055, 1056, 1057, 1058, 1059, 1060, 1061, 1068, 1069-1075, 1079, 1080, 1081, 1082, 1084-1088, 1089 en 1091 (onbekend) zijn niet meer vergeven. De meesten daarvan zijn gesloopt in verband met sanering Zuidoost. Alle bruggen lagen en liggen in Zuidoost behalve bruggen 1000 en 1002.